# Havets Brus
Havets Brus er en granitskulptur af den bornholmske billedkunstner Jun-Ichi Inoue. Skulpturen blev givet til Middelfart som en borgergave i anledning af byjubilæet i 1996.
Skulpturen blev oprindeligt opstillet mellem byens turistkontor og havnepromenaden, men blev flyttet, da havnefronten skulle renoveres. Herefter blev skulpturen fjernet og flyttet i depot. Efter en periode i depot blev den genopstillet nu ved havnepromenaden, men en lokal caféejer mente den blokerede for udsigten for caféens gæster, hvorfter den i 2007 blev flyttet til sin nuværende placering ved byens havnepromenade.